# Concordia (Kansas)
Concordia é uma cidade localizada no estado americano de Kansas, no Condado de Cloud.

## Demografia
Segundo o censo americano de 2000, a sua população era de 5714 habitantes.
Em 2006, foi estimada uma população de 5281, um decréscimo de 433 (-7.6%).

## Geografia
De acordo com o United States Census Bureau tem uma área de
8,8 km², dos quais 8,8 km² cobertos por terra e 0,0 km² cobertos por água. Concordia localiza-se a aproximadamente 409 m acima do nível do mar.

## Localidades na vizinhança
O diagrama seguinte representa as localidades num raio de 28 km ao redor de Concordia.